# Миколас Йосеф
Миколаш Йосеф (на чешки: Mikolas Josef) (роден 4 октомври 1995 г.), известен професионално като Миколас Йосеф, е чешки певец, автор на песни, музикален продуцент, музикален видеорежисьор и хореограф със седалище във Виена, Австрия.
Той представя Чехия на конкурса за песен на Евровизия 2018 в Лисабон, Португалия, с песента „Lie to Me“, достигайки шесто място. Йосеф е най-успешният чешки участник в историята на Евровизия.